# Robotsystem 70

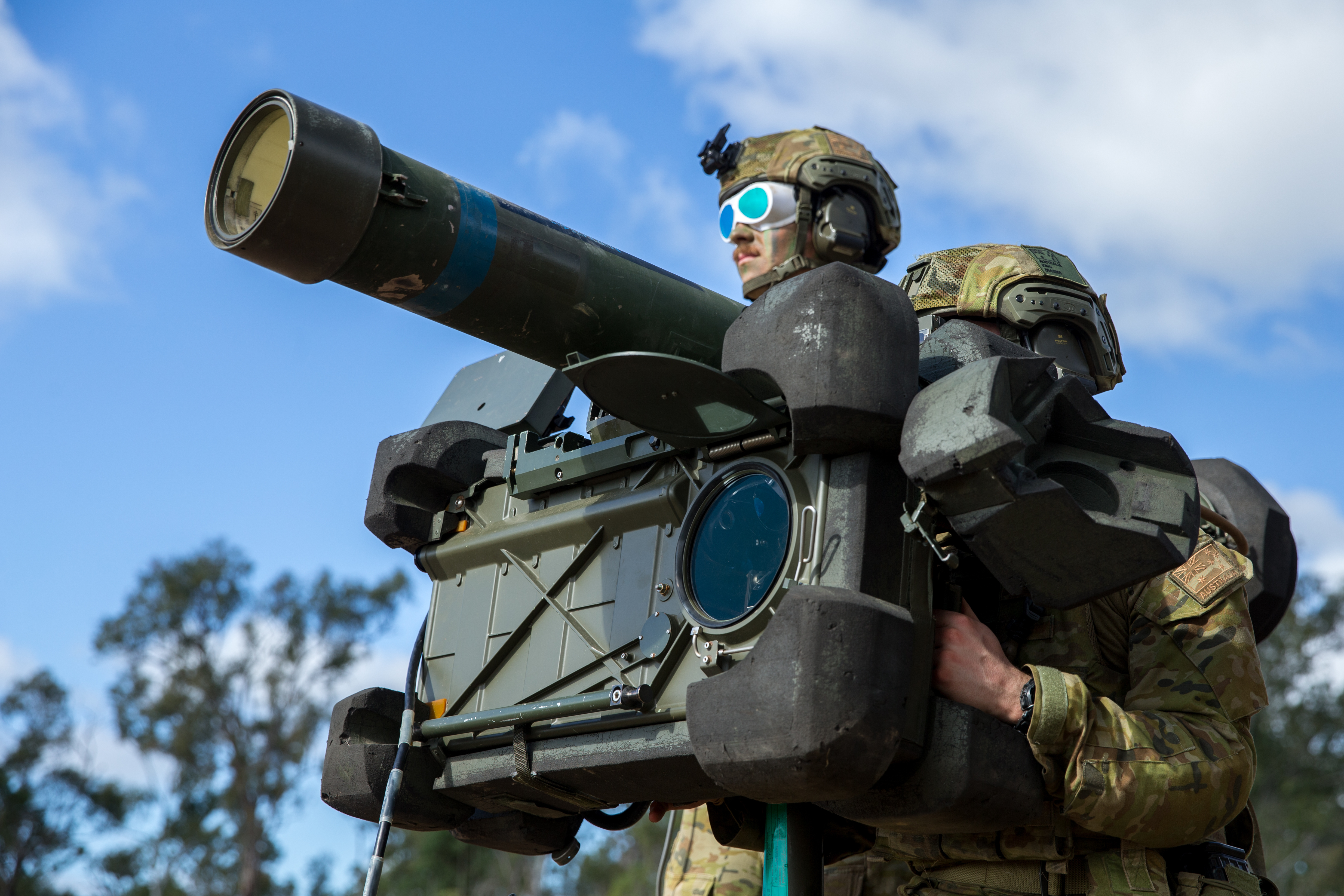
RBS 70 s australskými operátory

Robotsystem 70 (RBS 70) je přenosný protiletadlový raketový systém velmi krátkého dosahu vyvinutý švédskou zbrojovkou Bofors v 70. letech 20. století. Je určen k postřelování vzdušných cílů a raket s plochou dráhou letu zejména na příletu, ale i na odletu za podmínek detekce radarem i přímé viditelnosti, ve dne i v noci a za podmínek jakéhokoliv rušení.
První verzi systému zavedla do výzbroje švédská armáda v roce 1977. Dnes jej už používá 18 zemí po celém světě, včetně České republiky, kde by měl vystřídat dnes už zastaralé protiletadlové střely 9M32 Strela-2.

## Vlastnosti

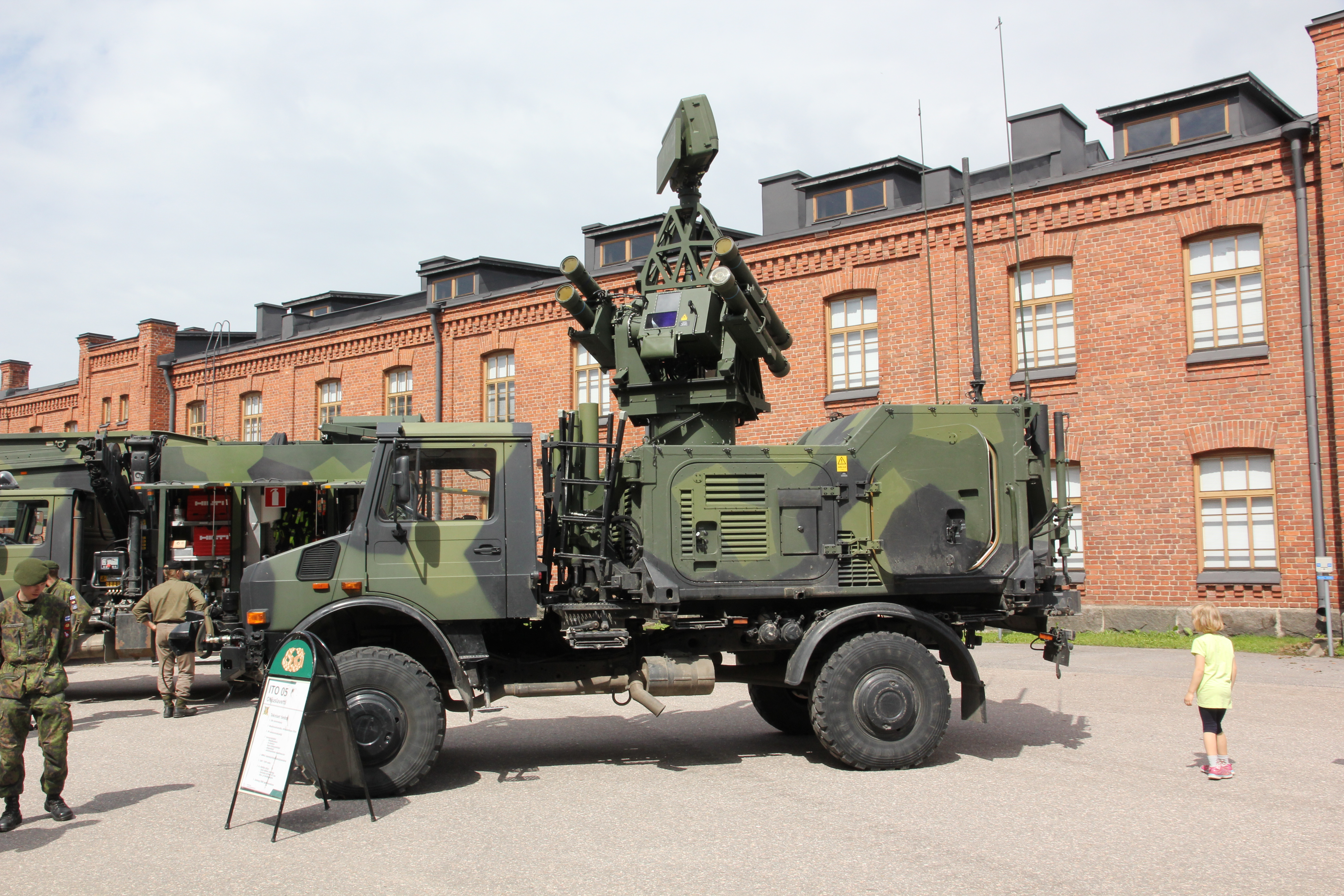
RBS 70 je součástí raketového kompletu ASRAD-R

Po výstřelu je střela naváděna na cíl pomocí laserového paprsku. Výhodou je vysoká odolnost vůči rušení (prakticky je dnešními prostředky nerušitelný) a možnost odpálení střely ještě před zachycením cíle a následného dohledání. Také využívá systém IFF (identification, friend or foe), který je schopný rozeznat vlastní techniku od protivníkovy.

## Střely

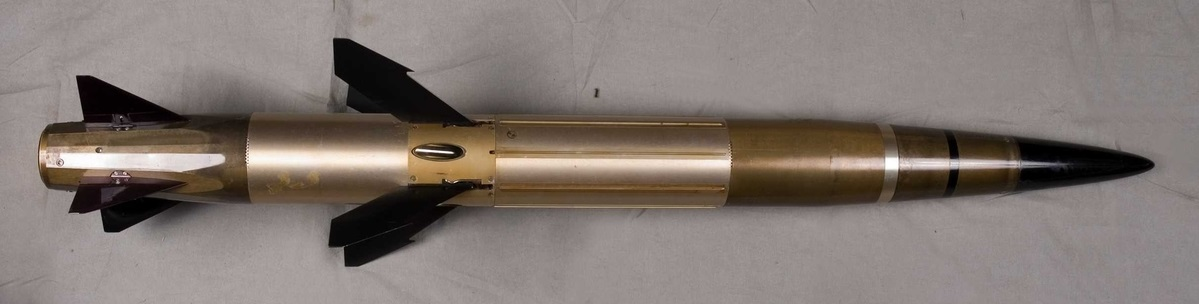
Řízená střela systému RBS 70

RBS 70 používá tři druhy raket (Mk1, Mk2 a BOLIDE). Pro tyto rakety jsou typickými znaky výsuvná křidélka a trysky ve střední části rakety, koncová část slouží jako laserový přijímač.
Mk1 a Mk2 mají dálkový dosah 5 km až 6 km a výškový 3 a 4 km a dosahují rychlosti průměrně 1,6 Mach. BOLIDE má dálkový dosah 8 km a výškový 5 km a její maximální rychlost je 2 Mach. Má také novou tříštivou hlavici, díky které dokáže zasáhnout více typů cílů, jako jsou například střely s plochou dráhou letu.

## Technické parametry

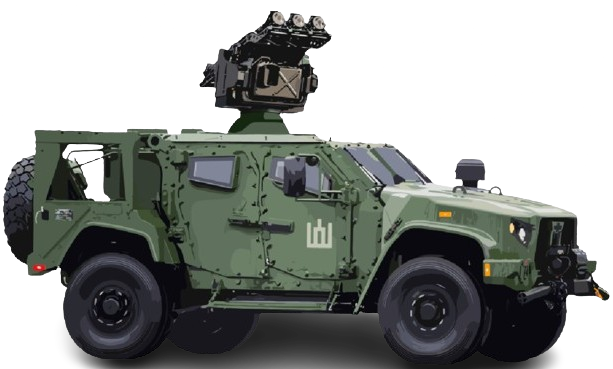
Protoletadlový raketový komplet RBS 70 MSHORAD na platformě Joint Light Tactical Vehicle

- Hmotnost v zákl. konfiguraci (stojan, zaměřovač, střela): 87 kg
- Hmotnost s IFF a nočním zaměřovačem BORC: 104 kg
- Ráže střely: 110 mm
- Průměr střely s rozvinutými křidélky: 320 mm
- Hmotnost bojové hlavice: 1,8 kg
- Max. rychlost střely: Mach 2
- Max. výškové pokrytí: 0 – 5000 m
- Max. účinná dálka na příletu: 300 – 8000 m
- Max. účinná dálka na odletu: 300 – 8000 m
- Doba složení kompletu: do 30 s
- Doba ke znovu nabití zbraně: do 5 s
- Obsluha: 3 osoby
- Napájení: vlastní lithiové baterie, palubní síť vozidla nebo 220 V s měniči napětí